# 顆粒層
顆粒層，位於透明層下的皮膚组织，是表皮層的一層。由1-3層扁平或菱形細胞組成,這些細胞是還沒有角化的細胞，具有防止水分和電解質通過屏障的作用。當細胞受損,會有組織液滲出,能被細胞修復,因此不會留疤痕。
在薄皮膚的身體部位，如前所述除了腳掌與手掌外之外，角質層之下即是顆粒層，其位於棘層之上，因其外觀為顆粒狀而得名。顆粒細胞中富含組氨酸和半胱氨酸的蛋白質，這些蛋白質會將「角蛋白絲」結合在一起，同時產生富含脂質的層狀體，而這些疏水的脂質層能防止人體中的水分和天然保濕因子NMF流失。隨著細胞死亡，細胞核和其他細胞器會逐漸崩解並留下角蛋白、角質透明蛋白及細胞膜，這些細胞膜將形成角質層，也是形成頭髮和指甲的輔助構造。